# Ukrainische Autokephale Orthodoxe Kirche (1942–1944)
Die Ukrainische Autokephale Orthodoxe Kirche (ukrainisch Українська автокефальна православна церква) war eine autokephale orthodoxe Kirche in der Ukraine. Sie hörte nach der Besetzung der Gebiete der Ukraine durch die Rote Armee auf zu existieren, setzte jedoch ihre Aktivitäten in der Auswanderung und in der Diaspora fort.
Nach dem deutschen Überfall auf die Sowjetunion am 22. Juni 1941 wurde im Generalgouvernement zum zweiten Mal eine autokephale ukrainische Kirche gegründet. Ausgangspunkt war diesmal die Polnisch-Orthodoxe Kirche, der 1924 der Autokephaliestatus vom Patriarchen von Konstantinopel verliehen worden war. Ihr Metropolit Dionizy weihte 1940 den Linguisten und Rektor der ersten ukrainischen Universität Kamjanez-Podilskyj, Iwan Ohijenko (Ilarion), zum Bischof von Cholm und Podlachien und 1944 zum Metropoliten. Damit bestand eine kirchenrechtlich einwandfreie Autokephale Orthodoxe Kirche im Generalgouvernement (AOKGG). Aus ihr wurde eine neue Ukrainische Autokephale Orthodoxe Kirche geformt. Die Wahl Illarions zum Metropoliten von Kiew am 25. November 1941 erkannten die Deutschen jedoch nicht an.
Vor dem Vormarsch der Roten Armee floh die Hierarchie der Kirche 1944 ausnahmslos nach Westen, in der Ukrainischen SSR blieb sie verboten.

## Ukrainische Autokephale Orthodoxe Kirche in der Diaspora
Sie reorganisierte sich jedoch in der Emigration, zunächst in Deutschland, dann in den USA und Kanada. 1946 gab es in Deutschland 80 Gemeinden. In den 1950er Jahren sind viele Ukrainer in die USA, nach Kanada, Australien, Südamerika und andere Länder Westeuropas ausgewandert. In diesen Ländern wurden Ukrainische Orthodoxe Kirchengemeinden gegründet.